# Сельское поселение «Деревня Сильково»
Сельское поселение «Деревня Сильково» — муниципальное образование в составе Перемышльского района Калужской области России.
Центр — деревня Сильково.

## Население
| 2010 | 2012 | 2013 | 2014 | 2015 | 2016 | 2017 |
| ---- | ---- | ---- | ---- | ---- | ---- | ---- |
| 824  | ↘807 | ↘795 | ↘775 | ↘761 | ↗775 | ↗789 |
| 2018 | 2019 | 2020 | 2021 |      |      |      |
| ↘776 | ↘775 | ↘765 | ↘677 |      |      |      |

## Состав сельского поселения
В поселение входят 10 населённых мест:
| №  | Населённый пункт  | Тип населённого пункта          | Население |
| -- | ----------------- | ------------------------------- | --------- |
| 1  | Верхние Подгоричи | деревня                         | ↗107      |
| 2  | Головнино         | деревня                         | ↘68       |
| 3  | Грицкое           | деревня                         | ↗18       |
| 4  | Дудоровка         | деревня                         | ↗9        |
| 5  | Желохово          | деревня                         | ↗76       |
| 6  | Нижние Подгоричи  | деревня                         | ↘20       |
| 7  | Новосёлки         | деревня                         | →15       |
| 8  | Сильково          | деревня, административный центр | ↗429      |
| 9  | Татьево           | деревня                         | ↘8        |
| 10 | Торопово          | деревня                         | ↗83       |